# 考斯·伊什特万
考斯·伊什特万（匈牙利語：Kausz István，1932年8月18日—2020年6月3日），匈牙利男子击剑运动员。他曾获得1964年夏季奥运会男子重剑团体金牌。他也是1962年世界击剑锦标赛男子个人重剑项目的冠军得主。